# Me Siento Extraña (col·lectiu)
Me Siento Extraña (abreujat MSE) és un col·lectiu FLINTA* (acrònim que inclou dones, lesbianes, intersex, agènere i altres identitats dissidents), fundat a Barcelona el 2021. Pren el seu nom de la pel·lícula homònima de 1977, dirigida per Enrique Martí Maqueda. El col·lectiu organitza esdeveniments culturals amb perspectiva queer, com una residència setmanal a l'espai Candy Darling, una festa bimensual a la Sala Upload i activitats a Human de Razzmatazz. Per tal de promoure espais segurs, disposen d'un equip de sensibilització anomenat Safe Amorx, que també col·labora amb altres espais i esdeveniments.
La cofundadora Verushka Sirit prové del disseny gràfic i la música, amb participació en diversos col·lectius i com a discjòquei resident. Una altra discjòquei del col·lectiu és Maia Jenkinson, cineasta i directora de càstings, amb experiència en documentals sobre artistes sàfiques a Barcelona.
MSE ha participat en diversos festivals locals i internacionals, com Sónar o Whole Festival (Berlín), i ha col·laborat amb altres col·lectius i organitzacions culturals.